# Gran Premio motociclistico di Gran Bretagna 1980
Il Gran Premio motociclistico di Gran Bretagna 1980 fu l'ottavo appuntamento del motomondiale 1980.
Si svolse il 10 agosto 1980 sul circuito di Silverstone e vide la vittoria di Randy Mamola nella classe 500, di Anton Mang nella classe 350, di Kork Ballington nella classe 250, Loris Reggiani nella classe 125 e di Derek Jones nei sidecar.
In questo Gran Premio sono morti due piloti: durante la gara di 500, Patrick Pons cade e viene colpito alla testa da Michel Rougerie, morendo il martedì seguente presso l'ospedale di Northampton; nei sidecar, Malcolm White muore sul colpo dopo uno scontro con Yvan Trolliet, mentre Trolliet e il passeggero di White, Phil Spendlove, escono indenni dall'incidente.

## Classe 500
Al termine della gara si è imposto lo statunitense Randy Mamola che ha preceduto il connazionale Kenny Roberts e l'italiano Marco Lucchinelli; la lotta per il titolo iridato è ormai limitata ai due piloti statunitensi con Roberts che precede Mamola di 13 punti e manca una sola prova al termine della stagione.
C'è anche da notare il fatto che per la prima volta nella classe regina sono alla partenza contemporaneamente modelli di tutte e quattro le più grandi case motociclistiche giapponesi: Honda, Yamaha, Suzuki e Kawasaki.

### Arrivati al traguardo
| Pos | Pilota            | Moto     | Tempo      | Punti |
| --- | ----------------- | -------- | ---------- | ----- |
| 1   | Randy Mamola      | Suzuki   | 42' 52" 71 | 15    |
| 2   | Kenny Roberts     | Yamaha   | +11" 15    | 12    |
| 3   | Marco Lucchinelli | Suzuki   | +26" 39    | 10    |
| 4   | Graziano Rossi    | Suzuki   | +26" 51    | 8     |
| 5   | Johnny Cecotto    | Yamaha   | +46" 21    | 6     |
| 6   | Franco Uncini     | Suzuki   | +49" 78    | 5     |
| 7   | Kork Ballington   | Kawasaki | +56" 02    | 4     |
| 8   | Philippe Coulon   | Suzuki   | +1' 03" 50 | 3     |
| 9   | Jack Middelburg   | Yamaha   | +1' 10" 67 | 2     |
| 10  | Dave Potter       | Yamaha   | +1' 16" 23 | 1     |
| 11  | Dale Singleton    | Yamaha   | +1' 16" 42 |       |
| 12  | John Newbold      | Suzuki   | +1' 18" 57 |       |
| 13  | Graeme Crosby     | Suzuki   | +1' 19" 91 |       |
| 14  | Raymond Roche     | Yamaha   | +1' 39" 16 |       |
| 15  | Takazumi Katayana | Honda    |            |       |
| 16  | Boet van Dulmen   | Yamaha   |            |       |
| 17  | Steve Parrish     | Suzuki   |            |       |
| 18  | Roger Marshall    | Yamaha   |            |       |
| 19  | Willem Zoet       | Suzuki   |            |       |
| 20  | Peter Sjöström    | Suzuki   |            |       |
| 21  | Paul Henderson    | Suzuki   |            |       |
| 22  | Gustav Reiner     | Suzuki   |            |       |
| 23  | Werner Nenning    | Yamaha   |            |       |
| 24  | Gerhard Vogt      | Suzuki   |            |       |
| 25  | Henk de Vries     | Suzuki   |            |       |

### Ritirati
| Pilota          | Moto   | Motivo | Griglia |
| --------------- | ------ | ------ | ------- |
| Wil Hartog      | Suzuki |        | 8       |
| Michel Rougerie | Suzuki |        | 9       |
| Barry Sheene    | Yamaha |        | 10      |
| Michel Frutschi | Yamaha |        | 12      |
| Patrick Pons    | Yamaha |        | 14      |
| Hubert Rigal    | Yamaha |        | 18      |
| Carlo Perugini  | Suzuki |        | 19      |
| Bernard Fau     | Yamaha |        | 20      |
| Sadao Asami     | Yamaha |        | 22      |
| Jeffrey Sayle   | Yamaha |        | 25      |
| Gianni Rolando  | Suzuki |        | 29      |
| Graham Wood     | Yamaha |        | 31      |

## Classe 350
Per la 350 si è trattato solo della quarta presenza negli otto Gran Premi disputati nella stagione; si è imposto il tedesco Anton Mang che ha preceduto il sudafricano Jon Ekerold e il francese Éric Saul. La classifica iridata è guidata da Ekerold che precede Mang e il venezuelano Johnny Cecotto costretto al ritiro in questa gara.

### Arrivati al traguardo
| Pos | Pilota               | Moto             | Tempo      | Punti |
| --- | -------------------- | ---------------- | ---------- | ----- |
| 1   | Anton Mang           | Krauser          | 37' 53" 33 | 15    |
| 2   | Jon Ekerold          | Bimota-Yamaha    | +14" 64    | 12    |
| 3   | Éric Saul            | Yamaha           | +19" 86    | 10    |
| 4   | Jean-François Baldé  | Kawasaki         | +22" 30    | 8     |
| 5   | Tony Rogers          | Yamaha           | +33" 13    | 6     |
| 6   | Keith Huewen         | Yamaha           | +33" 26    | 5     |
| 7   | Tony Head            | Yamaha           | +34" 95    | 4     |
| 8   | Thierry Espié        | Yamaha           | +35" 95    | 3     |
| 9   | Jean-Louis Tournadre | Yamaha           | +39" 58    | 2     |
| 10  | Walter Villa         | Adriatica-Yamaha | +42" 35    | 1     |
| 11  | Graeme McGregor      | Yamaha           | +54" 98    |       |
| 12  | Carlos Lavado        | Yamaha           | +1' 07" 55 |       |
| 13  | John Pace            | Yamaha           | +1' 07" 87 |       |
| 14  | Eero Hyvärinen       | Yamaha           | +1' 07" 89 |       |
| 15  | Jacques Cornu        | Yamaha           | +1' 08" 25 |       |
| 16  | Murray Sayle         | Yamaha           | +1' 14" 40 |       |
| 17  | Edi Stöllinger       | Kawasaki         | +1' 14" 60 |       |
| 18  | Pekka Nurmi          | Yamaha           | +1' 14" 69 |       |
| 19  | Iwao Ishikawa        | Yamaha           | +1' 14" 76 |       |
| 20  | Steve Tonkin         | Yamaha           | +1' 14" 94 |       |
| 21  | Chas Mortimer        | Cotton           | +1' 15" 24 |       |
| 22  | Donnie Robinson      | Yamaha           | +1' 26" 93 |       |
| 23  | Reinhold Roth        | Yamaha           | +1' 35" 84 |       |
| 24  | Reino Eskelinen      | Yamaha           |            |       |

### Ritirati
| Pilota             | Moto          | Motivo | Griglia |
| ------------------ | ------------- | ------ | ------- |
| Patrick Fernandez  | Yamaha        |        | 7       |
| Jacques Bolle      | Yamaha        |        | 8       |
| Jeffrey Sayle      | Yamaha        |        | 10      |
| Charlie Williams   | Yamaha        |        | 14      |
| Roland Freymond    | Bimota-Yamaha |        | 15      |
| René Delaby        | Yamaha        |        | 17      |
| Massimo Matteoni   | Bimota-Yamaha |        | 18      |
| Didier de Radiguès | Yamaha        |        | 19      |
| Johnny Cecotto     | Bimota-Yamaha |        | 25      |
| Carlo Perugini     | RTM           |        | 27      |
| Phil Mellor        | Yamaha        |        | 30      |
| Siegfried Minich   | Yamaha        |        | 33      |

## Classe 250
Con il titolo della classe già assegnato matematicamente dalla gara precedente, il sudafricano Kork Ballington si toglie la soddisfazione di ottenere il quarto successo stagionale, uno in più del nuovo campione del mondo, il tedesco Anton Mang che giunge direttamente alle sue spalle in questa occasione. Terzo posto sul podio per il francese Thierry Espié.

### Arrivati al traguardo
| Pos | Pilota                 | Moto          | Tempo      | Punti |
| --- | ---------------------- | ------------- | ---------- | ----- |
| 1   | Kork Ballington        | Kawasaki      | 38' 42" 49 | 15    |
| 2   | Anton Mang             | Krauser       | +0" 52     | 12    |
| 3   | Thierry Espié          | Bimota-Yamaha | +35" 86    | 10    |
| 4   | Edi Stöllinger         | Kawasaki      | +38" 10    | 8'    |
| 5   | Hans Müller            | Yamaha        | +38" 47    | 6     |
| 6   | Steve Tonkin           | Cotton-Rotax  | +39" 89    | 5     |
| 7   | Graeme McGregor        | Cotton-Rotax  | +47" 72    | 4     |
| 8   | Roland Freymond        | Yamaha        | +49" 52    | 3     |
| 9   | Charlie Williams       | Yamaha        | +50" 82    | 2     |
| 10  | Tony Rogers            | Yamaha        | +50" 94    | 1     |
| 11  | Jean-Marc Toffolo      | Yamaha        | +1' 03" 36 |       |
| 12  | Tony Head              | Yamaha        | +1' 03" 44 |       |
| 13  | Jacques Bolle          | Yamaha        | +1' 03" 79 |       |
| 14  | John Pace              | Yamaha        | +1' 06" 20 |       |
| 15  | René Delaby            | Yamaha        | +1' 07" 95 |       |
| 16  | André Gouin            | Yamaha        | +1' 08" 87 |       |
| 17  | Paolo Ferretti         | Yamaha        | +1' 11" 45 |       |
| 18  | Jean-François Baldé    | Kawasaki      | +1' 12" 32 |       |
| 19  | Barry Woodland         | Yamaha        | +1' 32" 06 |       |
| 20  | Chas Mortimer          | Cotton        | +1' 32" 63 |       |
| 21  | Pierre Tocco           | Yamaha        | +1' 33" 01 |       |
| 22  | Jean-Louis Guignabodet | Kawasaki      | +1' 33" 42 |       |
| 23  | Neil Tuxworth          | Yamaha        | +1' 36" 51 |       |
| 24  | Derek Huxley           | Cotton-Rotax  | +1' 36" 89 |       |

### Ritirati
| Pilota               | Moto      | Motivo | Griglia |
| -------------------- | --------- | ------ | ------- |
| Peter Looijesteijn   | Yamaha    |        | 5       |
| Alan North           | Yamaha    |        | 8       |
| Roger Sibille        | Yamaha    |        | 9       |
| Joey Dunlop          | Yamaha    |        | 14      |
| Carlos Lavado        | Yamaha    |        | 18      |
| Eero Hyvärinen       | Yamaha    |        | 21      |
| Walter Villa         | Yamaha    |        | 24      |
| Sauro Pazzaglia      | Ad Maiora |        | 25      |
| Steve Henshaw        | Yamaha    |        | 28      |
| Jean-Louis Tournadre | Yamaha    |        | 29      |
| Jacques Cornu        | Yamaha    |        | 30      |
| Pekka Nurmi          | Yamaha    |        | 35      |

## Classe 125
Nell'ottavo di litro si registra il primo successo nel motomondiale per il pilota italiano Loris Reggiani che precede al traguardo lo svizzero Bruno Kneubühler e il connazionale Pier Paolo Bianchi. Quest'ultimo, approfittando del ritiro dello spagnolo Ángel Nieto, fa un passo in avanti verso la conquista del titolo iridato e ha ora 14 punti di vantaggio sul pilota iberico.

### Arrivati al traguardo
| Pos | Pilota                       | Moto       | Tempo      | Punti |
| --- | ---------------------------- | ---------- | ---------- | ----- |
| 1   | Loris Reggiani               | Minarelli  | 34' 31" 04 | 15    |
| 2   | Bruno Kneubühler             | MBA        | +13" 19    | 12    |
| 3   | Pier Paolo Bianchi           | MBA        | +13" 40    | 10    |
| 4   | Ivan Palazzese               | MBA        | +23" 51    | 8     |
| 5   | Eugenio Lazzarini            | Iprem      | +24" 06    | 6     |
| 6   | Harald Bartol                | Bartol-MBA | +36" 62    | 5     |
| 7   | Hans Müller                  | MBA        | +37" 72    | 4     |
| 8   | Patrick Hérouard             | MBA        | +42" 27    | 3     |
| 9   | Henk van Kessel              | Condor     | +55" 49    | 2     |
| 10  | Michel Galbit                | Morbidelli | +1' 00" 61 | 1     |
| 11  | Thierry Noblesse             | MBA        | +1' 10" 33 |       |
| 12  | Rino Zuliani                 | MBA        | +1' 11" 46 |       |
| 13  | Martin van Soest             | MBA        | +1' 29" 15 |       |
| 14  | Peter Hubbard                | Morbidelli | +1' 39" 17 |       |
| 15  | Paul Bordes                  | Morbidelli | +1' 41" 61 |       |
| 16  | Johnny Wickström             | MBA        | +1' 42" 08 |       |
| 17  | Willy Pérez                  | MBA        | +1' 45" 73 |       |
| 18  | Jan Huberts                  | MBA        | +1 giro    |       |
| 19  | Fernando González De Nicolás | MBA        |            |       |
| 20  | René Rénier                  | MBA        |            |       |
| 21  | Fabrizio Santarini           | MBA        |            |       |
| 22  | Joe Genoud                   | MBA        |            |       |
| 23  | Jörg Affolter                | MBA        |            |       |

### Ritirati
| Pilota              | Moto       | Motivo | Griglia |
| ------------------- | ---------- | ------ | ------- |
| Guy Bertin          | Motobécane |        | 1       |
| Ángel Nieto         | Minarelli  |        | 2       |
| Clive Horton        | Morbidelli |        | 10      |
| August Auinger      | MBA        |        | 15      |
| Stefan Dörflinger   | Morbidelli |        | 18      |
| Jean-Claude Selini  | MBA        |        | 19      |
| Per-Edvard Carlsson | MBA        |        | 23      |
| John Kernan         | MBA        |        | 26      |
| Barry Smith         | MBA        |        | 27      |
| Tony Smith          | Morbidelli |        | 28      |
| Reiner Koster       | MBA        |        | 34      |
| Alojz Pavlič        | MBA        |        | 35      |

## Classe sidecar
A causa dell'infortunio subito in Finlandia, il passeggero di Streuer, Johan van der Kaap, è sostituito da Boy Brouwer (che nella prima parte della stagione aveva corso come passeggero di Cees Smit).
Rolf Biland-Kurt Waltisperg sono fermati da problemi al motore già nel giro di riscaldamento, a Taylor e Johansson è sufficiente il secondo posto per conquistare matematicamente il titolo, in una gara che vede un podio tutto britannico ma che è segnata dalla tragedia di White.

### Arrivati al traguardo (posizioni a punti)
| Pos | Pilota         | Passeggero      | Moto          | Tempo    | Punti |
| --- | -------------- | --------------- | ------------- | -------- | ----- |
| 1   | Derek Jones    | Brian Ayres     | Ireson-Yamaha | 32'08"28 | 15    |
| 2   | Jock Taylor    | Benga Johansson | Windle-Yamaha | 32'38"34 | 12    |
| 3   | George O'Dell  | Williams        | ?-Yamaha      | 33'10"76 | 10    |
| 4   | Peter Campbell | Dick Goodwin    | ?-Yamaha      |          | 8     |
| 5   | Dick Greasley  | Stuart Atkinson | ?-Yamaha      |          | 6     |
| 6   | Egbert Streuer | Boy Brouwer     | LCR-Yamaha    |          | 5     |
| 7   | Walter Ohrmann | Erich Schmitz   | ?-Yamaha      |          | 4     |
| 8   | Bruno Holzer   | Karl Meierhans  | LCR-Yamaha    |          | 3     |
| 9   | Masato Kumano  | Neil Oxley      | Kumano-Yamaha |          | 2     |
| 10  | John Barker    | Nick Cutmore    | ?-Yamaha      |          | 1     |